# Marienschacht

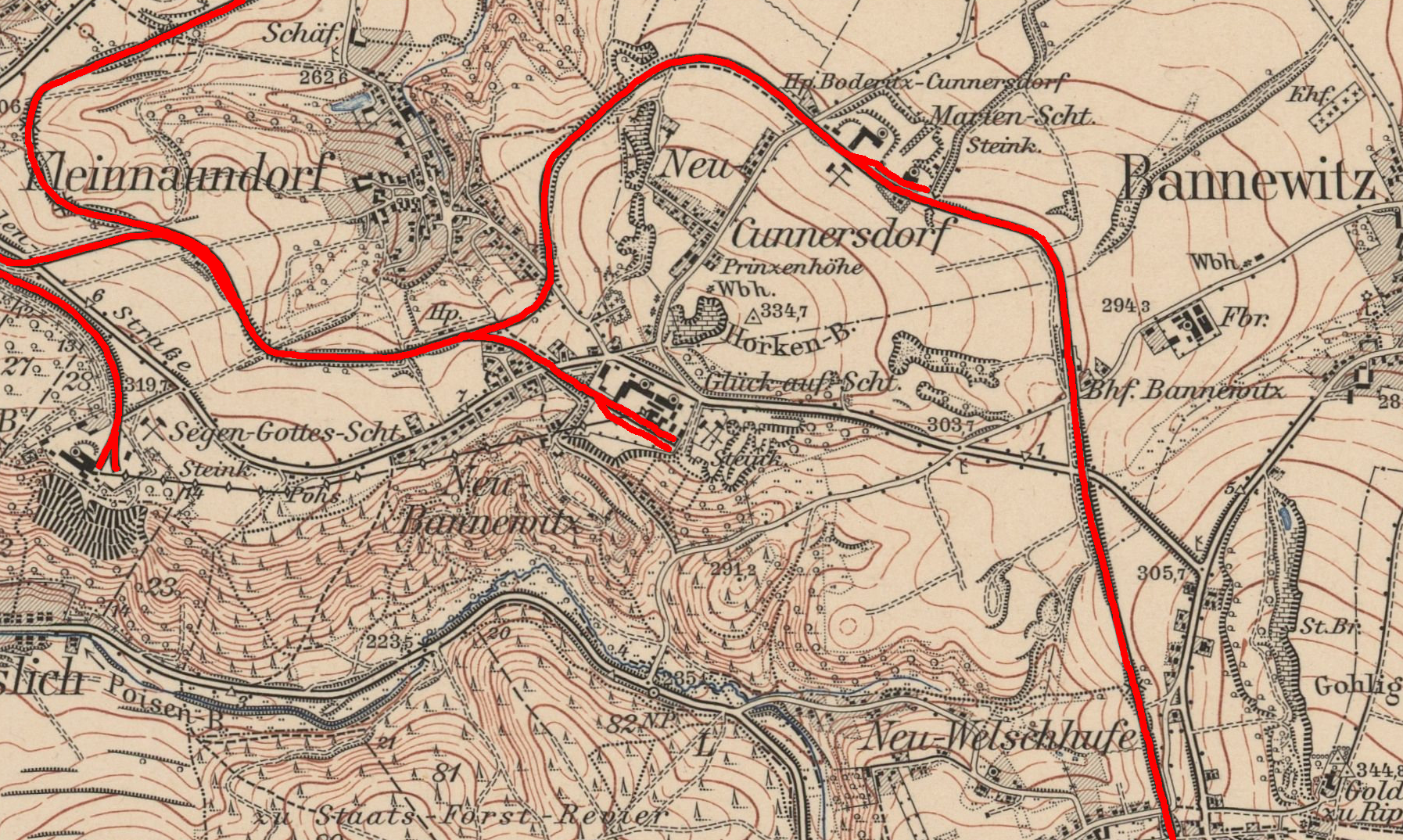
Karte der Schachtanlagen mit der Seilbahn (Meßtischblatt, 1912)

Wappen der Gemeinde Bannewitz mit Malakowturm

Der Marienschacht war eine Steinkohlengrube der Freiherrlich von Burgker Steinkohlen- und Eisenhüttenwerke. Der Schacht lag am Nordostrand der Steinkohlenlagerstätte des Döhlener Beckens am Stadtrand der sächsischen Landeshauptstadt Dresden auf Boderitzer Flur. 
Die verbliebenen Tagesanlagen stellen ein bedeutendes bergbauhistorisches Ensemble des Steinkohlenbergbaues in Sachsen dar. Sie stehen als Technisches Denkmal unter staatlichem Schutz.

## Geschichte
Die Freiherrlich von Burgker Steinkohlenwerke begannen am 12. Juni 1886 bei 307,80 m NN mit dem Teufen des Schachtes, der einen ovalen Querschnitt mit einer lichten Weite von 6,57 × 2,89 Meter aufwies. Das Teufen des Schachtes gestaltete sich aufgrund starker Wasserzugänge schwierig. Ende 1886 musste die Teufe bei 40 Metern unterbrochen werden. Nach der Ausmauerung des Schachtes auf 38 Meter Länge mit einer 0,37 Meter starken Ziegelmauerung und der Aufstellung der Fördermaschine des Neuhoffnungsschachtes zur Haufwerksförderung, wurde die Teufe im Februar 1887 wieder aufgenommen. Nach weiteren 4,50 Metern musste die Teufe erneut eingestellt werden, da die Wasserzugänge inzwischen 2 m3 / min erreicht hatten. Nach dem Aufbau von zwei leistungsstarken Dampfpumpen der Freiberger Maschinenbaufirma H.A. Hülsenberg Söhne konnte die Teufe ab Mai 1887 wieder aufgenommen werden. Durch die Wasserzugänge trockneten in Bannewitz, Eutschütz und Welschhufe mehrere Brunnen aus, die daraufhin durch die Freiherrlich von Burgker Steinkohlenwerke neu angelegt werden mussten. Ende des Jahres hatte die Teufe 78,75 Meter erreicht. Um die 0,63 Meter starke wasserdichte Ziegelmauerung einbringen zu können, musste der Schachtquerschnitt auf 27 m2 erweitert werden. Die Wasserzugänge konnte man damit auf 0,66 m3 / min senken.
1888 traf man zwischen 87 und 104 Metern Teufe erneut auf starke Wasserzugänge von bis zu 1,30 m3 / min. Zur Wasserhaltung waren jetzt drei Pulsometer und drei Hülsenberg Dampfpumpen notwendig. Am Jahresende erreichte man eine Teufe von 125 Metern.
Im Jahr 1889 wurde in einer Teufe von 160 Metern trockenes Gebirge erreicht. Am Jahresende stand die Teufe bei 168,70 Metern. Bis in eine Teufe von 163 Metern hatte man das wasserdichte Mauerwerk ausgeführt und damit die Wasserzugänge auf 0,3 m³/min gesenkt.
1890 erreichte die Teufe 220,25 Meter. In einer Teufe von 205 Metern wurde eine 25 Meter lange Wasserstrecke aufgefahren. Hier wurden die in den Schacht eindringenden Wässer gesammelt. Im gleichen Jahr wurde das Maschinen- und Kesselhaus im Rohbau fertiggestellt und ein 46 Meter hoher Schornstein errichtet. Weiterhin wurden der eiserne Seilscheibenstuhl und die Dampffördermaschine mit einer Leistung von 200 PS (147,1 kW) aufgebaut.
1891 wurde die Fördermaschine des Neuhoffnungschachtes sowie das Interimskesselhaus abgebaut und die Fördermaschine des Marienschachtes in Betrieb genommen. In der Wasserstrecke wurde einen Hülsenbergsche Duplex-Wassersäulenmaschine eingebaut, die die hier gespeicherten Wässer als Betriebswasser über Tage pumpte. Die Schachtteufe erreichte 305 Meter. Die Mauerung wurde jetzt nur noch mit einer Stärke von 0,4 Metern ausgeführt.
1892 erreichte die Teufe 471 Meter. Die Schachtmauerung wurde bis 405 Meter fertiggestellt.
Am 7. April 1893 wurde ab 545,50 Metern das 6,00 Meter mächtige 1. Flöz durchteuft. Im Grubenfeld des Marienschachtes wurden noch das 3. Flöz 0,90 Meter, das 4. Flöz 0,60 Meter, das 5. Flöz 2,50 Meter und das 6. Flöz 1,10 Meter mächtig angetroffen. Nach der Auffahrung des Sumpfes hatte der Schacht mit 555,50 Metern seine Endteufe erreicht. Das Füllort wurde bei 550,50 Metern angeschlagen.
1894 wurde die Ausmauerung des Schachtes und des Füllortes vollendet und das Füllort mit der Hängebank durch ein Telefon verbunden. Die Vorrichtungsarbeiten wurden aufgenommen. 1894/95 wurde durch die Cainsdorfer Königin Marienhütte eine Kohlenwäsche errichtet. 1895 wurden acht Koksöfen aufgebaut. 1896 erreichte der nach Nordwesten getriebene Querschlag die Feldesgrenze des ehemaligen Gitterseer Steinkohlenbauvereins und am Jahresende wurde mit dem Kohleabbau begonnen.
Im gleichen Jahr wurde die von den Burgker Werken finanzierte 180 Meter lange Anschlussbahn an die Hänichener Kohlenzweigbahn hergestellt.
Mit einem nach Norden aufgefahrenen Querschlag traf man den dritten Sprung des Roten Ochsen mit einer Sprunghöhe von 126 Metern an. Das dahinter aufgeschlossene Flöz war stark gestört und mit zum Teil 23° steil ansteigend. Die Flözstärke sank hier auf 2,00 Meter. Nach dem durchörtern des Flözes traf man im Liegenden das Grundgebirge an. Die Vorrichtung wurde wegen Unbauwürdigkeit des Flözes eingestellt.
1898 wurde im Schachtgelände durch die Firma Siemens & Halske ein Elektrizitätswerk errichtet. Am 31. Juli 1898 gab es bei einer Schlagwetterexplosion ein Todesopfer. 
Im Jahr 1901 wurde die Kokerei mangels Absatz stillgelegt. 1903 wurde die östliche Bauwürdigkeitsgrenze erreicht. Das Flöz hatte hier nur noch eine Mächtigkeit von 1,50 Metern. 1906 wurde eine Wetterverbindung zum Glückauf-Schacht durchschlägig. Im gleichen Jahr wurde untertägig ein Kabel vom neuen Kraftwerk auf dem Glückauf-Schacht zum Füllort des Marienschachtes gelegt. 1909 wurden auch die Tagesanlagen an das Stromnetz des Glückauf-Schachtes angeschlossen.
Zur Verbesserung des Transportes auf dem sehr umfangreich gewordenen Streckennetz setzte man ab 1913 eine Druckluftlokomotive der Maschinenfabrik Rudolf Meyer aus Mülheim an der Ruhr ein. Sie war in der Lage, ohne Nachfüllung 20 leere Hunte über eine Strecke von 800 Meter ins Abbaufeld und 20 volle Hunte zurück zu befördern.
Mit Ausbruch des Ersten Weltkrieges musste die Förderung 1914 aufgrund von Personalmangel vorübergehend eingestellt werden, der volle Betrieb wurde erst 1921 wieder erreicht. 1926 wurde zur besseren Aufbereitung der Kohlen durch die Firma Friedrich Krupp Grusonwerk AG eine Flotation errichtet. 1927 erreichte der Abbau aus Richtung Süden und Osten den Schachtsicherheitspfeiler. Der Grubenbetrieb wurde auf zwei Schichten begrenzt. Ab 1928 wurden die Klarkohlen des Schachtes über Tage mit einer 780 Meter langen, oberschlächtigen Hunteseilbahn zur Aufbereitung am Glückauf-Schacht transportiert, wo sie in der Kohlewäsche aufbereitet und zum Teil in der Brikettfabrik zu Briketts verarbeitet wurde. 1929/30 wurden die der Beanspruchung nicht standhaltenden Seile der Seilbahn gegen Ketten ausgetauscht. Eine Besonderheit dieser Bahn war, dass sie mit einem 340 Meter langen Tunnel unter dem Horkenberg hinwegführte. Die Flotation wurde vom Marienschacht zum Glückauf-Schacht umgesetzt.
Aufgrund der sich rapide verschlechternden wirtschaftlichen Bedingungen und dem fehlenden Absatz der geförderten Kohlen wurde am 31. März 1930 der Betrieb eingestellt. Der letzte Hunt Kohle wurde am 11. April 1930 gefördert. Nach einem Brand im Durchschnitt 44, der Wetterstrecke zum Glückauf-Schacht, der nicht gelöscht werden konnte, musste die Förderung in beiden Schächten am 11. April 1930 ganz eingestellt werden. Der Marienschacht wurde kurz darauf bis zu einer Teufe von 223 Metern verfüllt und dort mit einer 2,50 Meter starken Betonplombe versehen. Bis zu diesem Zeitpunkt wurden 1.208.050 t Steinkohle gefördert.
In der DDR wurde der Schacht als Teil des VEB Steinkohlenwerk Freital ab 1957 wieder aufgewältigt. Als Fördermaschine wurde die vom Schacht 1 in Gittersee stammende Flurfördermaschine, Typ FM 3000/1300 mit einem Trommeldurchmesser von 3000 mm eingebaut. Hersteller der Maschine war der VEB Nobas Nordhausen.
In einer Teufe von 370,18 Metern wurde 1959 die Schachtwand durchbrochen und der Querschlag 17 zur Auffahrung der Restkohlenpfeiler im Feld des benachbarten Glückauf-Schachtes angeschlagen. Am 28. April 1961 erfolgte der Durchschlag des Querschlages 12 zwischen dem Schacht 2 in Gittersee und dem Marienschacht auf der 3. Sohle. Zum Transport wurden auf dem Querschlag 3 Siemens-Fahrdrahtlokomotiven des stillgelegten Königin-Carola-Schachtes eingesetzt. Die Lokomotiven der Baujahre 1915, 1925 und 1927 wurden in der eigenen Werkstatt generalüberholt und von 560 mm auf 600 mm umgespurt. Im Grubenfeld wurden zum Transport Akkuloks der Typen Karlik, Metallist und EL 9 eingesetzt. Ab September 1961 wurde die Kohle in den Restpfeilern des 1. Flözes (Hauptflöz) gewonnen. Im Juni 1963 begann der Versuchsabbau im 3. Flöz. 1964 wurde mit dem von der 3. Sohle des Marienschachtes aufgefahrenen Gesteinsberg 14 die 2. Sohle im Glückauf-Schacht angefahren. Am 31. Dezember 1965 musste der Abbau im Feld des Glückauf-Schachtes wegen eines ausgebrochenen Brandes eingestellt werden. Das Grubenfeld wurde hermetisch abgeriegelt. Im Juli 1966 wurde der Abbau im 1. Flöz eingestellt und im Oktober 1966 der Abbau im 5. Flöz begonnen. Am 11. November 1967 wurde der Abbau von Energiekohlen im Feld des Marienschachtes wegen Erschöpfung der Vorräte eingestellt. Da bestimmte Kohletypen Uranerz führend waren, übernahm am 1. Januar 1968 die SDAG Wismut den Bergbaubetrieb „Willi Agatz“ mit seinen Schachtanlagen und begann mit der Förderung der sogenannten Erzkohle. Der Urangehalt lag bei durchschnittlich 0,124 %. Zu Beginn wurde der Lokpark modernisiert. Die Lokomotiven der Typen Karlik und Metallist sowie die Fahrdrahtloks wurden verschrottet. Zum Einsatz kamen schlagwettergeschützte EL 9 sowie auf dem Querschlag 12 Fahrdrahtloks des Typs EL 6. Der Abbaubeginn verlief zeitlich gestaffelt. 3. Flöz im August 1972, 5. Flöz im Dezember 1978 und 1. Flöz im August 1985. Beendet wurde der Abbau im 1. Flöz im Januar 1987, im 3. Flöz im Mai 1989 und am 30. November 1989 im 5. Flöz. Die größte Teufe wurde mit dem Pumpensumpf an der Strecke 504 mit 660 m bei −354 m NN erreicht. Der Schacht war neben seiner Funktion als Förderschacht auch Wetterschacht. Bis 1972 fungierte er als Abwetterschacht und mit der Inbetriebnahme des Schachtes 402 als Frischwetterschacht. Nach der Einstellung der Gewinnungsarbeiten begann am 1. Januar 1990 die Verwahrung des Grubenfeldes und des Schachtes sowie die anschließende Flutung. Der Schacht wurde verfüllt, und das Betriebsgelände mitsamt der Halde bis 1999 durch die Wismut GmbH saniert.
Der markante Förderturm ist ein Malakow-Turm und einer der zuletzt errichteten seiner Bauart in Deutschland. In den 1960er-Jahren wurde eine Kaue angebaut. Der Turm findet sich auch im Wappen der Gemeinde Bannewitz.
Am 14. Juni 2014 erreichte der zur Entwässerung des Grubenfeldes Gittersee/Bannewitz vorgetriebene „Wismutstolln“, als Verlängerung des Tiefen Elbstollns, das Grubengebäude des Schachtes 3 in Freital-Burgk. Die Wasserwegsamkeit wurde durch Bohrlöcher in die Grubenbaue des Schachtes 3 hergestellt. Seit dem 7. Oktober 2014 wird damit jetzt auch das Grubenfeld des Marienschachtes auf einer Höhe von 120,69 m NN entwässert.
Das Objekt Marienschacht wurde und wird stückweise saniert und kann für Feiern und Tagungen angemietet werden.